# Râul Paltinu, Tărlung
Râul Paltinu (Tărlung) este un curs de apă din județul Brașov, primul afluent de stânga al râului Doftana (Tărlung) (cunoscut, de asemenea, ca Râul Doftana Ardeleană), care este la rândul său un afluent de stânga al râului Tărlung.

## Generalități
Râul Paltinu (Tărlung) nu are afluenți semnificativi și nici nu trece prin vreo localitate.